# Paolino Maria Baldassari
Paolino Maria Baldassari, OSM (02 de abril de 1926, Quinzano di Loiano, Bolonha - 8 de abril de 2016, Rio Branco, Acre) foi um sacerdote católico romano que serviu na Diocese de Rio Branco. Sua causa de beatificação foi aberta em 2022, tendo atualmente o título de Servo de Deus.

## Biografia
Paolino era filho de um pedreiro e uma agricultora. Ainda jovem, trabalhou como ajudante de pedreiro e enfrentou dificuldades escolares. Em 1937, ingressou na Ordem dos Servos de Maria. Durante a Segunda Guerra Mundial, Baldassari chegou a ser convocado pelo exército de seu país para um agrupamento responsável por proteger as linhas de telecomunicação dos aliados no campo de batalha. Mas antes de ir para o campo, o jovem missionário decidiu desertar para concluir os estudos no Brasil.

### Ministério no Brasil
Chegou no país em 1950 e emitiu a profissão solene no ano seguinte. Estudou Teologia na Pontifícia Universidade Católica de São Paulo e foi ordenado sacerdote em 22 de dezembro de 1953, em São Paulo. Depois serviu em Turvo, Santa Catarina, e chegou ao Acre em 1955, onde realizou trabalhos religiosos em Boca do Acre, Brasiléia e Sena Madureira. A partir de 1968, até sua morte, dedicou-se ao ministério paroquial em Sena Madureira.
Ele serviu quase 46 anos como pároco da Igreja Nossa Senhora da Conceição, em Sena Madureira. Ao longo dos anos, também viajou para aldeias indígenas e comunidades ribeirinhas, realizando as desobrigas.
Era popularmente conhecido como o “médico da floresta”, pois aprendeu os saberes populares e indígenas sobre ervas e plantas medicinais. Chegou a publicar o livro Medicina da Floresta – Fonte de Vida, que reúne receitas naturais para o tratamento de mais de 150 doenças. Sempre vestido com a batina e acompanhado de uma maleta com folhas e unguentos, ao longo dos anos, realizou inúmeros atendimentos, atendendo na sua igreja paroquial. Além disso, fez a doação de uma área de terras, situada na estrada de Manoel Urbano para a implantação da Fazenda da Esperança.
Sua atuação também se estendia à educação, tendo ajudado a construir mais de 40 escolas em áreas de difícil acesso. Era defensor da floresta e das causas sociais, apoiando a luta dos seringueiros contra o desmatamento e pelo direito à terra. Por sua luta contra os crimes de pistolagem praticados por fazendeiros contra colonos e indígenas na disputa pela posse da terra, Padre Paolino chegou a ser indicado ao Prêmio Nobel da Paz, em 1993. Em 2013 e 2014, foi indicado para a Comenda de Direitos Humanos Dom Hélder Câmara, pelo Senador Anibal Diniz, e em 2015, recebeu do Ministério Público do Estado do Acre a Comenda do Cinquentenário.

## Morte
Baldassari morreu após 11 dias internado na Unidade de Terapia Intensiva (UTI) do Hospital de Urgência e Emergência de Rio Branco (Huerb). O pároco teve uma parada cardíaca e em seguida sofreu falência de outros órgãos, por volta das 14h do dia 8 de abril de 2016.
O corpo do frei foi sepultado no dia 11 de abril seguinte, em um jazigo construído na Igreja Nossa Senhora da Conceição, em Sena Madureira.

### Homenagens póstumas
Uma creche que leva o nome do religioso foi inaugurada no Bairro da Pista, em Sena Madureira. Em 2017, a Prefeitura de Sena Madureira instituiu o dia 8 de abril, data da morte do padre Paolino, como feriado municipal. A Prefeitura também criou a Comenda Padre Paolino Maria Baldassari em 2021.
No terreno da Paróquia Nossa Senhora da Conceição, em 2023, foi inaugurado um memorial, onde estão expostos diversos pertences do padre, como batina, sapatos, a maleta onde levava os medicamentos nas desobrigas, a mesa e a maca onde realizava os atendimentos médicos. No final do mesmo ano, o Governo do Acre inaugurou a Ponte Frei Paolino Baldassari, sobre o rio Iaco, em Sena Madureira.

## Processo de beatificação
Os primeiros passos para o processo de beatificação do Padre Baldassari iniciaram em 2019, na Diocese de Rio Branco, com o postulador da Ordem Servos de Maria, Frei Franco Azzali. Após a Congregação para as Causas dos Santos emitir o seu nihil obstat, em 2022, o inquérito diocesano oficial para o processo de beatificação foi aberto em 21 de maio de 2022.

Assim, padre Paolino, caso seja declarado beato pela Igreja Católica no futuro, será o primeiro pároco da Amazônia a receber o título. Relatos de um milagre atribuído ao Servo de Deus Paolino Baldassari estão em investigação.